# Kawai (företag)

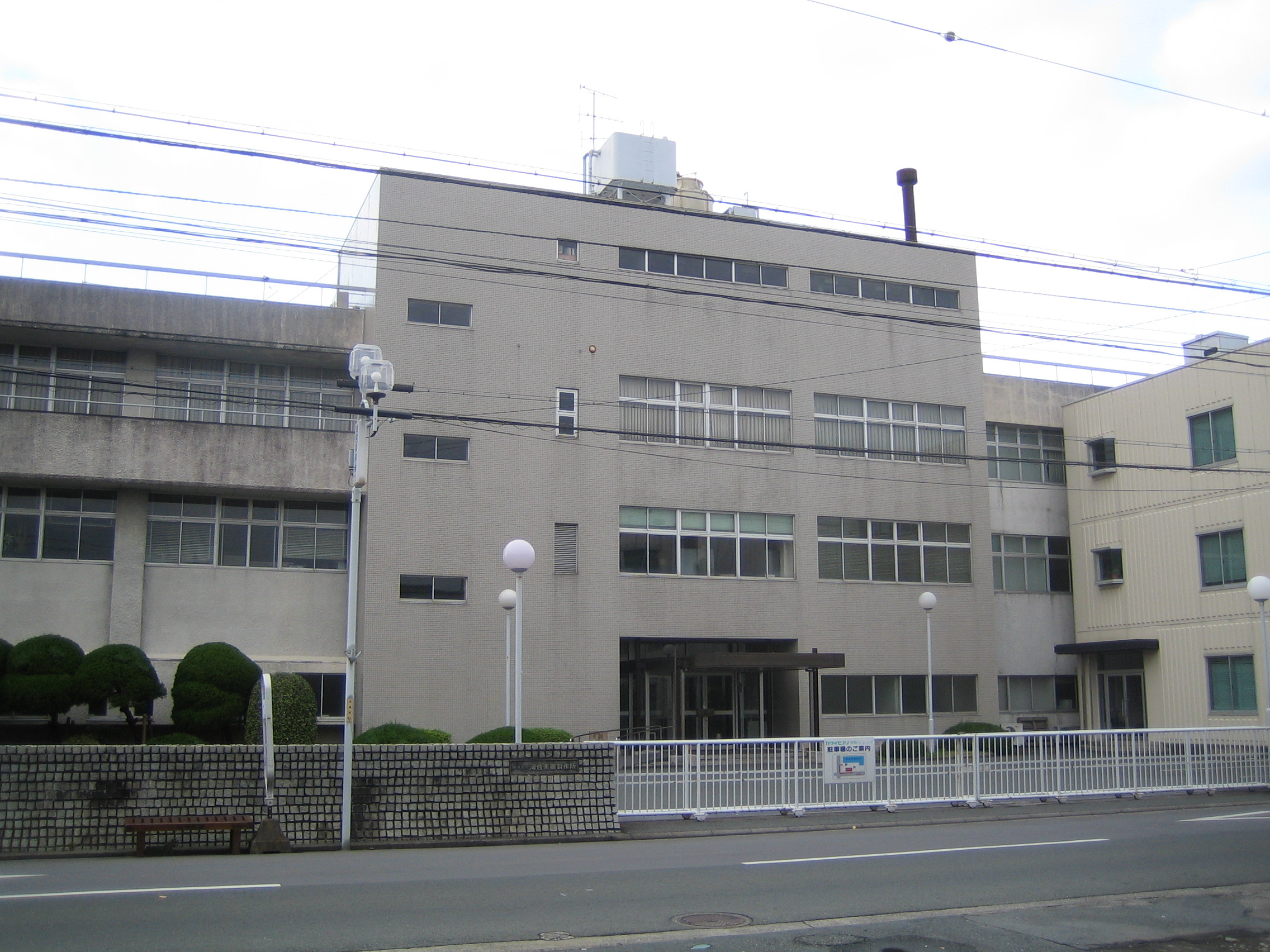
Huvudkontoret för Kawai Musical Instruments Manufacturing.

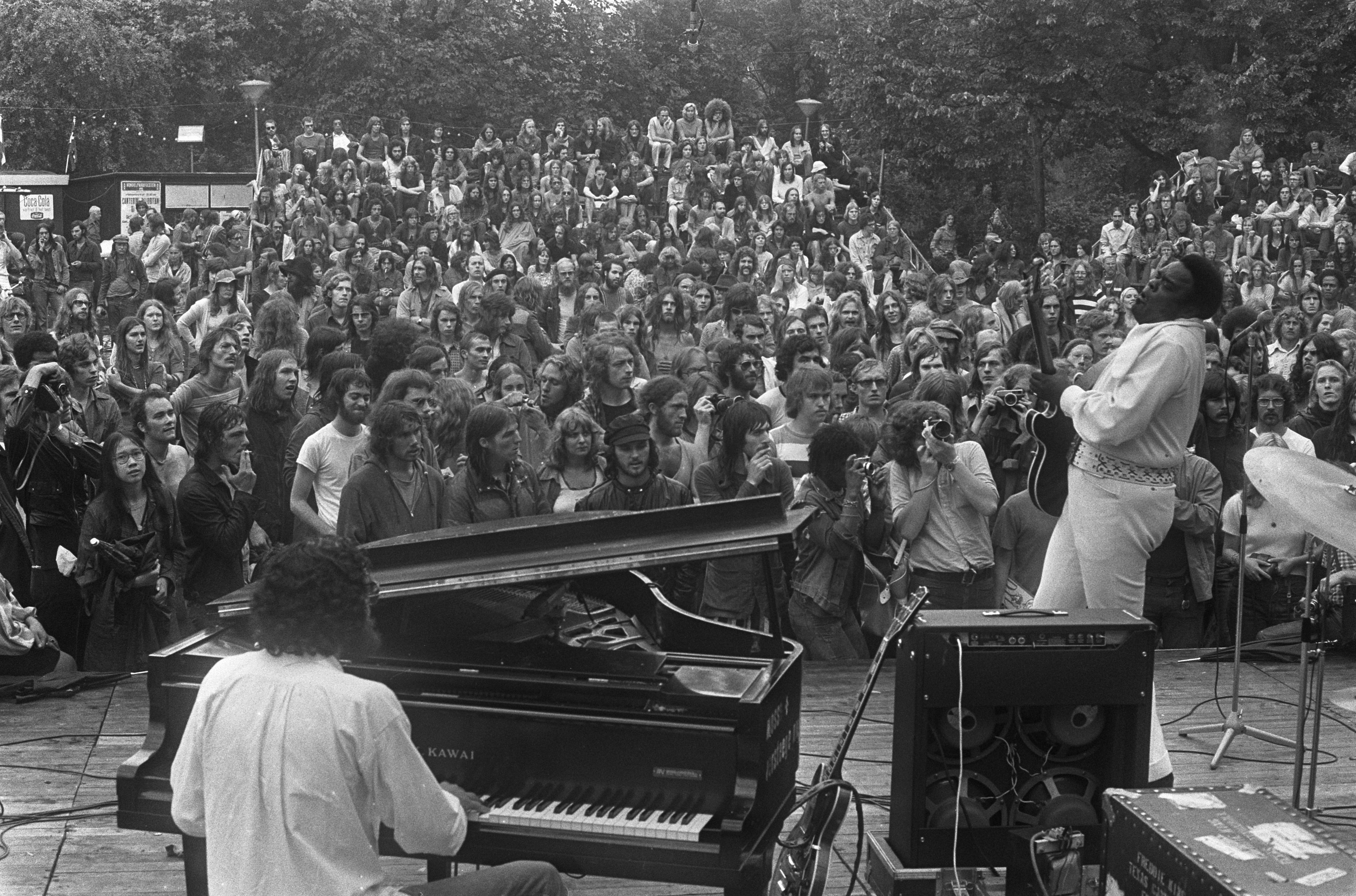
En flygel från Kawai används vid en konsert med Freddie King 1973.

Kawai Musical Instruments Manufacturing Co. Ltd. (河合楽器製作所 Kawai Gakki Seisakusho) är ett japanskt företag som framför allt är känt för sina pianon, flyglar, digitalpianon, elektroniska keyboard och synthesizers. Huvudkontoret finns i Hamamatsu, Shizuoka. Företaget köpte år 1967 upp Teisco för att bredda sig och börja tillverka gitarrer.
De digitala synthesizrarna Kawai K5 och K5000 använde sig av additiv syntes.

## Utveckling
Kawai har utvecklat en teknik för att tillverka pianon av kompositmaterial istället för trä.